# Syzygium malabaricum
Syzygium malabaricum là một loài thực vật có hoa trong Họ Đào kim nương. Loài này được (Bedd.) Gamble miêu tả khoa học đầu tiên năm 1919.